# French-Presse

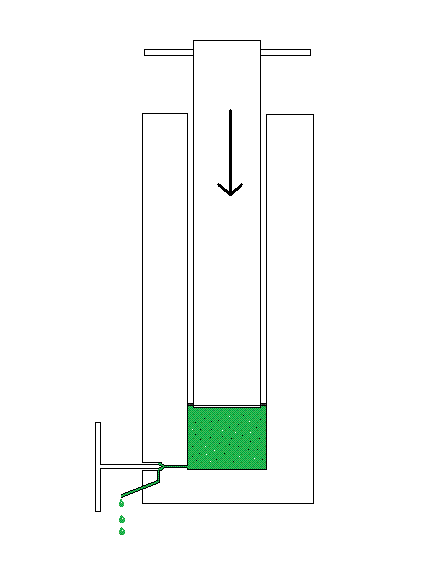
Schematischer Aufbau der French Press

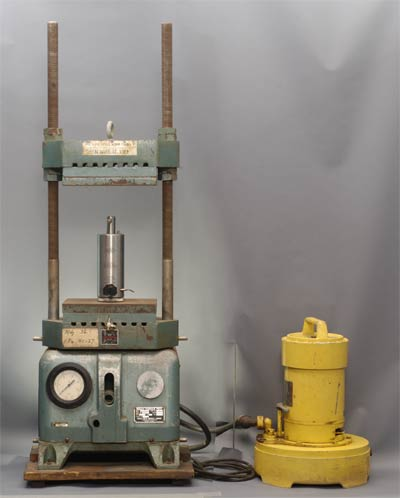
French press

Die French-Presse (auch French pressure cell) ist ein in der Biochemie verwendetes Gerät zum Zellaufschluss. Sie ist nach ihrem Entwickler Charles Stacy French benannt. Der Manton-Gaulin-Homogenisator ist eine vergrößerte Version der French-Presse.

## Prinzip
Eine Suspension von Zellen wird in einem Druckbehälter mit Kolbenpumpe auf einen Druck von 69 bis 138 MPa komprimiert. Die Druckkammer besitzt ein Nadelventil mit geringem Öffnungsdurchmesser. Durch Öffnen des Ventils expandiert sich die zuvor komprimierte Flüssigkeit und die entstehenden Scherkräfte führen zu Rissen in den Biomembranen, d. h. der Zellmembran und der Membranen der Zellorganellen. Zum Erhalt der Membranen der Zellorganellen werden niedrigere Drücke von etwa 6,9 MPa verwendet. Im Vergleich zu den meisten anderen physikalischen Aufschlussmethoden lassen sich die Scherkräfte über die verwendeten Drücke einstellen, zudem erfolgt eine Scherung nur einmal beim Durchtritt der Öffnung, wodurch Zellstrukturen wie Zellorganellen und Chromosomen weniger beschädigt werden.

## Anwendungen
Die French-Presse wird meistens zum Zellaufschluss von Mikroorganismen eingesetzt.